# Veselin Šljivančanin
Veselin Šljivančanin (Palež, Žabljak, 13. lipnja 1953.), bivši srpski časnik JNA tijekom bitke za Vukovar. Međunarodni sud za ratne zločine počinjene na području bivše Jugoslavije osudio ga je zbog ratnih zločina isprva na pet, potom na 17 godina zatvora a završno na 10 godina.

## Životopis
Uz nadređenog Mrkšića, sudjelovao je 1991. u opsadi Vukovara kao major JNA, gdje je razotkrio brutalnu i bešćutnu narav. Nakon razaranja grada, unaprijeđen je u zapovjednika brigade JNA u Podgorici. 1996. postao je pukovnik u novoj Vojsci Jugoslavije nakon rasformiranja JNA te je prebačen u vojnu akademiju u Beogradu gdje je predavao vojne taktike. Umirovljen je u listopadu 2001.

## Suđenje u Haagu
Godine 1995. Međunarodni sud za ratne zločine počinjene na području bivše Jugoslavije podigao je optužnicu protiv njega zbog ratnih zločina u Vukovaru, poglavito u Ovčari. U to vrijeme, Miloševićeva Srbija ga je štitila i odbijala predati Haagu. Međutim, nakon demokratskih promjena, srbijanske vlasti su ga dale uhititi na njegov 50. rođendan, 13. lipnja 2003., te su ga prebacile u Haag.
U konačnoj verziji optužnice navodi se da se nekoliko stotina ljudi sklonilo u vukovarsku bolnicu, vjerujući da će ona biti evakuirana u prisustvu međunarodnih promatrača. Navodi se da je evakuacija tih ljudi dogovorena 18. studenoga 1991. godine u Zagrebu, na pregovorima između Jugoslavenske narodne armije i hrvatske vlade. Na osnovu tog sporazuma, JNA je bila odgovorna za evakuaciju vukovarske bolnice i nju su trebale nadzirati razne međunarodne organizacije.
U Optužnici se navodi da su 19. studenoga 1991. godine, u poslijepodnevnim satima, jedinice JNA u okviru priprema za evakuaciju preuzele kontrolu nad bolnicom i da su, u jutarnjim satima 20. studenoga 1991. godine, pripadnici JNA izveli oko 400 osoba, od kojih su otprilike 300 ukrcali u autobuse i prevezli ih u vojarnu JNA u Vukovaru, gde su otprilike dva sata bili izloženi prijetnjama i psihološkom provokacijama, a neki su i pretučeni. Navodi se da su zarobljenici koji su odvedeni iz vukovarske bolnice u vojarnu JNA zatim prebačeni na poljoprivredno dobro Ovčara. Poslije tog početnog premlaćivanja, napadi su nastavljeni satima, i to tako žestoko da su najmanje dva čovjeka podlegla tim batinama, a najmanje jedna zatočenica je seksualno zlostavljana. Dalje se navodi da su zatim najmanje 264 zatočenika, čija imena se navode, odvedena na jednu obližnju lokaciju jugoistočno od poljoprivrednog dobra Ovčara, gdje su strijeljani.
Šljivančanin, njegov zamjenik bojnik Vukašinović, kao i pukovnik Pavković, prisustvovali su predaji hrvatskih snaga i skupljanju civila Hrvata koji je trebalo evakuirati, pri čemu su Šljivančanin i Vukašinović bili prisutni od otprilike 15:00 do 23:00 sata. Dana 18. studenoga 1991. godine više od 4000 civila kanilo je napustiti Vukovar. Civile su činili muškarci, žene, djeca i stari. Njihovu evakuaciju pomagala je JNA. Civili su se okupili na kontrolnoj točki na području Mitnice. Šljivančanin, uz pomoć Vukašinovića i neimenovanih pripadnika TO Vukovara koji su poznavali lokalne prilike i znali mnogo mještana, obavio je razgovor s civilima koji su se okupili. Oni su željeli uvjeriti se da nijedan pripadnik hrvatskih snaga ne pokušava biti evakuiran kao civil. Iako je čuo informacije u ubijanjima u Veleprometu, Šljivančanin nije reagirao.
U bolnici se na jednom sastanku okupilo otprilike 30 – 50 zaposlenih. Došli su i Šljivančanin i još jedan nepoznati čovjek, navodno liječnik JNA. Šljivančanin se obratio osoblju. Rekao im je da dr. Vesna Bosanac više nije ravnateljica bolnice, da je novi ravantelj osoba koja je bila s njim i da će oni biti zaduženi za izdavanje naređenja. Na sastanku je zaposlenima također rečeno da mogu odlučiti žele li nastaviti raditi u bolnici ili otići.
Sudsko vijeće je zaključilo da je Veselin Šljivančanin kriv za zločin mučenja. Na osnovu dokaza je utvrđeno da je 20. studenoga 1991. godine više od 200 ratnih zarobljenika iz vukovarske bolnice autobusima dovedeno na Ovčaru, gde su pripadnici TO i paravojnih snaga zlostavljali veliki broj njih žestokim premlaćivanjem, s ciljem da ih tako kazne za sudjelovanje u hrvatskim snagama:
Vijeće je zaključilo da je odgovornost Veselina Šljivančanina za osiguravanje ratnih zarobljenika prestala s povlačenjem posljednjeg od vojnih policajaca JNA koji su stražarili nad zarobljenicima, što je učinjeno u skladu s naređenjem Mile Mrkšića. Također se navodi:
Šljivančanin je isprva osuđen na 5 godina zatvora te 2007. privremeno pušten na slobodu. Međutim, žalbeno vijeće mu ju 2009. utrostručilo kaznu na 17 godina jer nije "adekvatno odražavala težinu zločina" te mu pripisala i krivnju "za pomaganje i podržavanje ubojstva 194 osobe":
Završnom, pravomoćnom presudom, 2010. osuđen je na 10 godina zatvora jer sudstvo zaključuje da nije znao da će zatvorenici biti predani srpskoj paravojsci koja je imala namjeru likvidirati ih. 

## Vanjske poveznice
- Sažetak presude